# Chuu
Kim Ji-woo (Hangul: 김지우; Hán-Việt: Kim Trí Vũ; sinh ngày 20 tháng 10 năm 1999), thường được biết đến với nghệ danh Chuu (Hangul: 츄), là một nữ ca sĩ kiêm nhân vật truyền hình người Hàn Quốc. Cô từng được biết đến là cựu thành viên của nhóm nhạc nữ Hàn Quốc Loona.

## Tiểu sử
Chuu sinh ngày 20 tháng 10 năm 1999 tại thành phố Cheongju, thủ phủ tỉnh Chungcheong Bắc, Hàn Quốc. Cô tốt nghiệp trường Trung học Nghệ thuật Hanlim vào năm 2018.

## Sự nghiệp âm nhạc
Tháng 12 năm 2017, Chuu được công bố sẽ là thành viên thứ 10 của nhóm nhạc nữ Loona, cô cho phát hành album đĩa đơn Chuu bao gồm bài hát chủ đề Heart Attack. Tháng 5 năm 2018, cô trở thành thành viên trong nhóm nhỏ thứ ba của Loona với tên gọi Loona yyxy. Chuu chính thức ra mắt trong đội hình hoàn chỉnh của Loona vào tháng 8 năm 2018. Tháng 7 năm 2020, cô thể hiện bài hát nhạc phim Spring Flower cho bộ phim truyền hình Into the Ring.

## Sự nghiệp YouTube
Ngoài sự nghiệp âm nhạc, cô còn sở hữu kênh YouTube riêng với tên gọi 지구를 지켜츄 Chuu Can Do It - hợp tác với CJ E&M và DIA TV, với nội dung chính xoay quanh cuộc sống cá nhân, tích cực sống xanh và kêu gọi bảo vệ môi trường.

## Danh sách đĩa nhạc

### Album đĩa đơn
| Tên  | Thông tin chi tiết                                                                                      | Thứ hạng cao nhất | Doanh số     |
| Tên  | Thông tin chi tiết                                                                                      | HQ                | Doanh số     |
| ---- | --- | ----------------- | ------------ |
| Chuu | - Ngày phát hành: 28 tháng 12 năm 2017 - Hãng đĩa: Blockberry Creative - Định dạng: CD, nhạc số, Stream | 8                 | - HQ: 17.680 |

### Đĩa đơn
| Tên                                                                                         | Năm                     | Thứ hạng cao nhất       | Thứ hạng cao nhất       | Doanh số                | Album                   |                         |                         |
| Tên                                                                                         | Năm                     | HQ Gaon                 | Mỹ World                | Doanh số                | Album                   |                         |                         |
| Với tư cách ca sĩ chính                                                                     | Với tư cách ca sĩ chính | Với tư cách ca sĩ chính | Với tư cách ca sĩ chính | Với tư cách ca sĩ chính | Với tư cách ca sĩ chính | Với tư cách ca sĩ chính | Với tư cách ca sĩ chính |
| ------------------------------------------------------------------------------------------- | ----------------------- | ----------------------- | ----------------------- | ----------------------- | ----------------------- | ----------------------- | ----------------------- |
| "Heart Attack"                                                                              | 2017                    | —                       | —                       | —                       | Chuu                    |                         |                         |
| Bài hát nhạc phim                                                                           |                         |                         |                         |                         |                         |                         |                         |
| "Spring Flower" (봄꽃)                                                                      | 2020                    | —                       | —                       | —                       | Into the Ring OST       |                         |                         |
| "—" cho biết bài hát không lọt vào bảng xếp hạng hoặc không được phát hành tại khu vực này. |                         |                         |                         |                         |                         |                         |                         |